# Ciocănești (gmina w okręgu Călărași)
Ciocănești – gmina w Rumunii, w okręgu Călărași. Obejmuje tylko jedną miejscowość Ciocănești. W 2011 roku liczyła 4257 mieszkańców. 